# Depresivní black metal
Depresivní sebevražedný black metal (DSBM) (anglicky Depressive suicidal black metal), depresivní black metal (DBM), nebo sebevražedný black metal (SBM) je podžánr black metalu. Vznikl koncem 90. let 20. století.
Hudba se částečně staví na stylu norských kapel druhé vlny black metalu. Někteří interpreti DSBM výslovně odkazovali na vztah své vlastní hudby k satanismu jakožto základní ideologii black metalu. Tématy textů jsou deprese, sebepoškozování, sebevražda, misantropie. Zvuková stránka stylu je sestavena tak, aby vyvolávala stejné pocity. 

## Příklady skupin
- Abyssic Hate
- Gurum
- Happy Days
- Hypothermia
- Leviathan
- Lifelover
- Lost Inside
- Mrakomor (hudební skupina)
- Nocturnal Depression
- Nortt
- Psychonaut 4
- Suizid
- Selbstentleibung
- Shining
- Silencer
- Thy Light
- Trist
- Woods od Desolation
- Xasthur
- Sorry...
- Nobody